# Ljubomir Davidović
Ljubomir Davidović 24 de diciembre de 1863 - 19 de febrero de 1940), político serbio, miembro y dirigente del Partido Demócrata, dos veces primer ministro de Yugoslavia en el periodo de entreguerras.

## En el Reino de Serbia
Davidović nació en Vlaško Polje, al norte de Niš, cerca de la frontera búlgara. En 1901 fue elegido como diputado al parlamento serbio y participó en la fundación del Partido Radical Independiente, convirtiéndose en su jefe en 1912.
Durante la guerra mundial, de 1914 a 1917, fue ministro de educación en el gabinete de Nikola Pašić y, en 1918, ocupó el mismo ministerio en el primer gobierno yugoslavo.

## En Yugoslavia

### Primer gabinete
En 1919 se convirtió en dirigente de un nuevo partido, el Partido Demócrata y, a la cabeza de esta nueva formación, fue presidente del gobierno en la coalición con el partido socialista en 1919 y 1920.

### Segundo gabinete
En la primavera de 1924, tras varias estrategias infructuosas para influir en el gobierno, el dirigente de la oposición y jefe del Partido Campesino Croata, Stjepan Radić, decidió al fin enviar a sus diputados al parlamento nacional. Ante la posibilidad de quedar en minoría si todos los diputados croatas ocupaban sus escaños como parecía inminente, el primer ministro Nikola Pašic suspendió las sesiones del parlamento y solicitó al rey la convocatoria de nuevas elecciones.
El monarca, deseoso de que al fin el principal partido croata participase en la política nacional, negó la petición de Pašic y encargó la formación de gobierno a Davidović, que le había asegurado su capacidad de llegar a un entendimiento con Radić y otros grupos de oposición para formar un nuevo gabinete.
Los intentos de acuerdo, sin embargo, fracasaron: Radić tomó el cambio de gobierno como un gesto de debilidad, se unió a la Internacional Campesina patrocinada por los soviéticos y redobló sus críticas al ejército y sus exigencias de proclamación de una república, para alarma del rey. En octubre, una acusación de Radić contra el ministerio de defensa hizo que el ministro dimitiese y el rey perdiese la paciencia, solicitando la renuncia de Davidović, que no había logrado asegurar la colaboración del político croata como había prometido.
El rey volvió a acudir a Pašic como cabeza del mayor grupo parlamentario y ante el fracaso de un nuevo gobierno de coalición. Esta vez le concedió el permiso de convocar elecciones que le había negado anteriormente.
Más tarde, tras el asesinato de Radić, Davidović volvió a ofrecer a Alejandro la posibilidad de formar un gobierno de coalición entre su formación y la de Radić, al que había sucedido Vladko Maček. Davidović pensaba forzar la renuncia del gabinete exigiendo una indemnización para los campesinos por sus malas cosechas, sabiendo de antemano que era una medida demagógica e impracticable por falta de fondos. Consideró, empero, que así lograría primero la caída del gobierno y luego el respaldo campesino en las elecciones, permitiéndole lograr los escaños necesarios para forjar un gobierno de coalición de Radić. Davidović se negó, sin embargo, a la solicitud del monarca de esperar a la aprobación del presupuesto para llevar a cabo su maniobra. Tras las elecciones Davidović se mostró incapaz de aceptar las demandas de Maček, precipitando la proclamación de la dictadura real.
Davidović falleció en Belgrado en 1940, un año antes de la entrada de su país en la guerra mundial.
| Predecesor: Stojan Protić Nikola Pašić | Primer ministro del Reino de los Serbios, Croatas y Eslovenos 1919 - 1920 1920 | Sucesor: Stojan Protić Nikola Pašić |